# Stora Bocken, Nagu
Stora Bocken är öar nära Borstö i Nagu,  Finland. De ligger i Skärgårdshavet i Pargas stad i landskapet Egentliga Finland, i den sydvästra delen av landet. Öarna ligger omkring 8 kilometer norr om Borstö, 29 kilometer söder om Nagu kyrka, 60 kilometer söder om Åbo och omkring 170 kilometer väster om Helsingfors. Närmaste allmänna förbindelse är förbindelsebryggan vid Kopparholm som trafikeras av M/S Nordep. Stora Bocken ligger 6 meter över havet. De ligger på ön Norra Bocken.
Arean för den av öarna koordinaterna pekar på är 3,8 hektar och dess största längd är 390 meter i sydväst-nordöstlig riktning.